# Henri Milne Edwards
Pour les articles homonymes, voir Edwards.

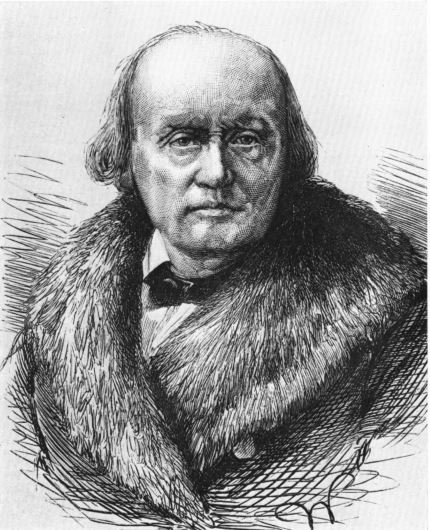

Henri Milne Edwards (parfois écrit Milne-Edwards), né le 23 octobre 1800 à Bruges et mort le 29 juillet 1885 à Paris 5e, est un zoologiste français. Il fut d'abord médecin.

## Biographie

### Jeunesse, médecine et zoologie
Milne Edwards est le fils cadet de William Edwards, riche planteur de la Jamaïque, et de sa seconde femme, Élisabeth Vaux, Française. Il est notamment élevé par ses sœurs et ses frères. Son père, qui aide des Britanniques à revenir dans leur pays, est arrêté par les troupes de Napoléon. L'enfant est alors conduit à Paris par son frère aîné, William Frédéric Edwards,, qui le prend en charge. La chute de Napoléon permet la libération de leur père et la réunion de la famille à Paris.
Milne Edwards étudie la médecine. Il obtient son doctorat en 1823 et se marie la même année avec Laura Trézel, avec qui il aura neuf enfants, dont Alphonse Milne-Edwards (1835–1900), futur zoologiste.
D'abord riche, il devient en 1825 obligé de subvenir aux besoins de sa famille. Il se livre quelque temps à la pratique médicale et publie plusieurs ouvrages de vulgarisation. Il enseigne un temps les sciences naturelles au collège royal Henri-IV.
Il publie en 1828 ses Recherches sur les crustacés, qui sont récompensées par le prix Montyon de physiologie expérimentale de l'Académie des sciences.
Il suit les cours de Georges Cuvier et se lie d'amitié avec Jean Victor Audouin. C'est avec ce dernier qu'il réalise entre 1826 et 1828 une étude extrêmement détaillée de la faune marine côtière des environs de Granville en Normandie.
En 1832 il pose ses derniers gestes comme médecin, en se dévouant à Marseille lors de la deuxième pandémie de choléra.

### Zoologie
En 1832, Henri Milne Edwards devient professeur d'hygiène et d'histoire naturelle à l’École centrale des arts et manufactures. Il obtient le doctorat ès sciences naturelles devant la faculté des sciences de Paris en 1837. À la mort d'Audouin en 1841, il est nommé à la chaire d'entomologie du Muséum national d'histoire naturelle. Il visite en 1844 les rivages d'Italie et de Sicile avec deux futurs professeurs du muséum, Armand de Quatrefages et Émile Blanchard. Lorsque Jean-Baptiste Dumas devient ministre en 1849, il lui succède au décanat. En 1862, il abandonne la chaire d'entomologie pour succéder à Isidore Geoffroy Saint-Hilaire à la chaire de mammalogie et d'ornithologie du muséum. Il est aussi jusqu'à sa mort doyen de la faculté des sciences de Paris et professeur de zoologie, anatomie et physiologie.
La plupart de ses travaux sont publiés dans les Annales des sciences naturelles, publication dont il dirige la partie consacrée à la zoologie à partir de 1834. Parmi ses autres ouvrages, il faut mentionner son Histoire naturelle des crustacés (trois volumes, 1837–1841), longtemps demeurée un ouvrage de référence ; une Histoire naturelle des coralliaires (1858–1860) ; et surtout les importantes Leçons sur la physiologie et l'anatomie comparée de l'homme et des animaux (14 volumes, 1857–1881).
En 1848, il devient membre étranger de la Royal Society, qui lui décerne en 1856 la médaille Copley. Il était grand officier de la Légion d'honneur et avait reçu la croix Pour le Mérite.

## Distinctions
- Grand officier de la Légion d'honneur (1884)
- Pour le Mérite

## Publications

### Sélection
Les ouvrages de Milne Edwards ont paru en français, en anglais et en allemand.
- (avec Pierre Vavasseur) Manuel de matière médicale ou description abrégée des médicaments, Paris, Compère, 1826.
- Manuel d'anatomie chirurgicale ou Description du corps humain, divisé en régions, Paris, Compère, 1827.
  - A manual of surgical anatomy …, trad. et notes de William Coulson ; révision, correction et notes supplémentaires de James Webster[10], Philadelphie, Desilver, 1828.
- (avec Jean-Victor Audouin) Recherches pour servir à l'histoire naturelle du littoral de la France, Paris, Crochard, 1832–1834.
- (avec d'autres) Cours élémentaire d'histoire naturelle, 1834. — En ligne, l'édition de 1834.
- (avec Pierre Vavasseur) Nouveau formulaire pratique des hôpitaux, Paris, Crochard, 1833.
- (avec Achille Comte) Cahiers d’histoire naturelle, Paris, Crochard & Masson, 1833–1853. — En ligne :
  - Cahiers d'histoire naturelle à l'usage des collèges et des écoles normales primaires, 1838.
  - Cahiers d'histoire naturelle, nouvelle édition, 1855, avec 17 planches ;
- Annales des sciences naturelles, zoologie et biologie animale, Paris, Masson, 1834–1885.
- Eléments de zoologie ou leçons sur l'anatomie, la physiologie, la classification et les mœurs des animaux, Paris et Bruxelles, Crochard & Dumont, 1834–1837. — Édition de 1834 ; 4e  éd., 1841.
- Histoire naturelle des crustacés, Paris, Roret, 1834–1840 : t. 1 ; t. 2 ; t. 3 ; explication des planches et index.
- Cours élémentaire d'histoire naturelle : à l'usage des collèges et des maisons d'éducation — Zoologie, Paris, 1834.
- Recherches anatomiques, physiologiques et zoologiques sur les polypes, Paris, Crochard, 1838.
- Observations sur les ascidies composées des côtes de la Manche, Paris, 1839.
- Éléments de zoologie ou leçons sur l'anatomie, la physiologie, la classification et les mœurs des animaux. — En ligne la 4e  éd., 1841.
- Die Zoologie, Stuttgart, Scheible, Rieger & Sattler, 1848–1858.
- Quelques remarques sur l’emploi du sel en agriculture …, Paris, 1849.
- (avec Jules Haime) British fossil corals, Londres, 1850–1872. — En ligne, la première partie.
- Zoologie, Paris, Langlois, Leclercq & Masson, 1850–1858. — En ligne, la 10e  éd., 1867.
- Beiträge zur allgemeinen Zoologie, Stuttgart, Müller, 1853. — En ligne, le vol. 1 (1853).
- Histoire naturelle des coralliaires ou polypes proprement dits, Paris, Roret, 1857–1860.
- Leçons sur la physiologie et l'anatomie comparée de l'homme et des animaux, faites à la faculté des sciences de Paris, Paris, Masson, 1857–1881.
- A manual of zoology, Londres, Renshaw, 1863.
- (avec Alphonse Milne-Edwards) Recherches pour servir à l'histoire naturelle des mammifères comprenant des considérations sur la classification de ces animaux, des observations sur l'hippopotame de [sic] Libéria et des études sur la faune de la Chine et du Tibet oriental, Paris, Masson, 1868–1874 :
  - vol. 1 : texte :
    - H. Milne Edwards, « Recherches pour servir à l'histoire naturelle des mammifères »
    - Alphonse Milne-Edwards :
      - « Observations sur l'hippopotame de [sic] Libéria »
      - « Études pour servir à l'histoire de la faune mammalogique de la Chine »
      - « Mémoire sur la faune mammalogique du Tibet oriental, et principalement de la principauté de Moupin ».

  - vol. 2 : atlas — 105 Planches.

### Listes de publications en ligne
- Sur le site de Biodiversity Heritage Library.
- Sur le site de The Online Books Page.

## Compléments

### Éponymie
- Biologie :

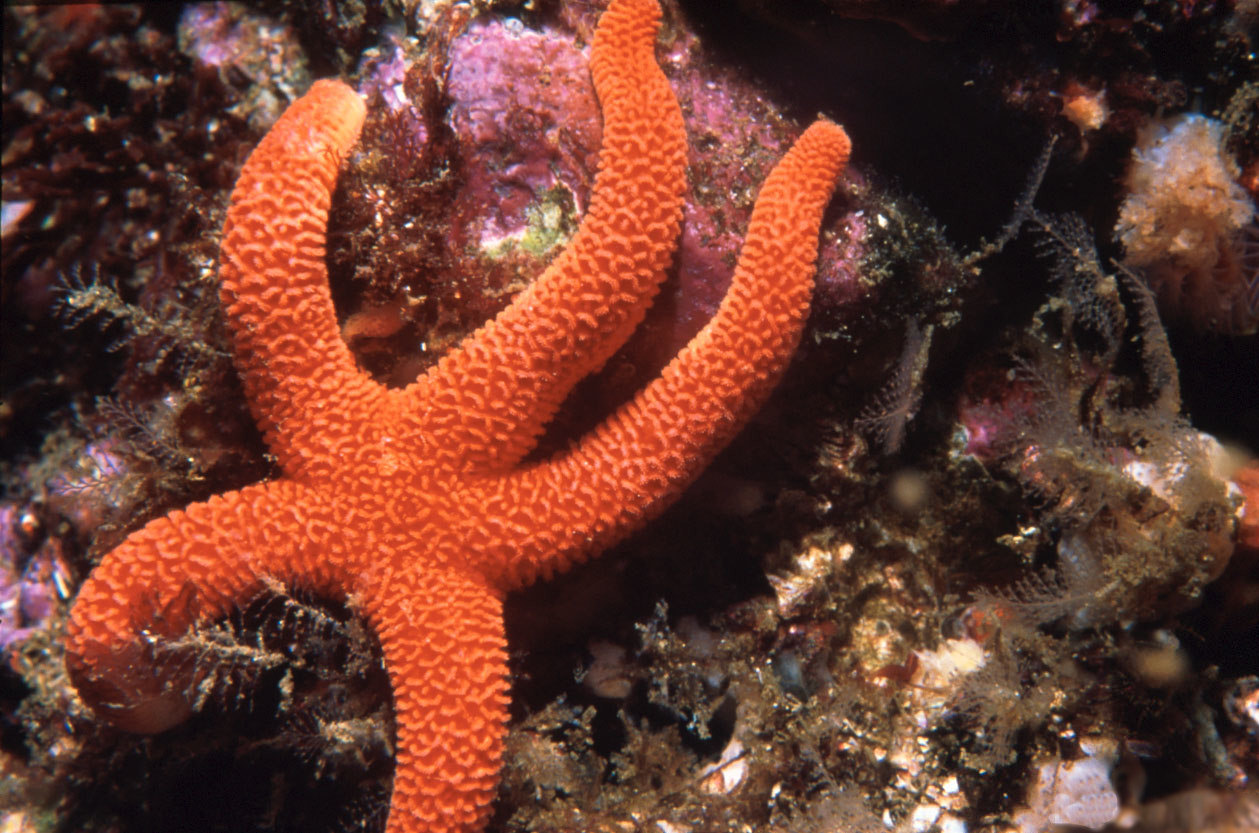
Étoile de mer (Henricia leviuscula)

  - Anémone de mer : famille Edwardsiidae
  - Étoile de mer : genre Henricia
  - Crustacés : Glossocephalus milneedwardsi Bovallius, 1887
  - Gastéropode : Conus milneedwardsi Jousseaume, 1984
  - Oursons d'eau : Milnesium tardigradum Doyère, 1840
  - Caprin : Capricornis milneedwardsii
  - Coraciidae : Geranopterus milneedwardsi Mayr et Mourer-Chauviré, 2000
- Toponymie :
  - Rue Milne-Edwards dans le 17e arrondissement de Paris
  - Rue Henri Milne-Edwards à Béziers[11]